# 조르조 키날리아
조르조 키날리아(Giorgio Chinaglia, 1947년 1월 24일 ~ 2012년 4월 1일)은 이탈리아의 축구 선수, 지도자이다.